# Vermögen und Bau Baden-Württemberg
Der Landesbetrieb Vermögen und Bau Baden-Württemberg verwaltet, baut und unterhält die landeseigenen Grundstücke/Gebäude des Landes Baden-Württemberg. Der Landesbetrieb ist in den Geschäftsfeldern Bau- und Immobilienmanagement tätig und übernimmt die Rolle des Eigentümers, Bauherren und Betreibers des landeseigenen Immobilienbestandes.

## Aufgaben und Struktur
Der Landesbetrieb steht unter Dienst- und Fachaufsicht des baden-württembergischen Finanzministeriums. Er ist ein rechtlich unselbstständiger, organisatorisch abgetrennter Teil der unmittelbaren staatlichen Vermögens- und Hochbauverwaltung und ist unternehmerisch ausgerichtet.
Die Betriebsleitung hat ihren Sitz in Stuttgart und übernimmt die Steuerung sowie zentrale Serviceaufgaben für die zwölf nachgeordneten Ämter sowie das Universitätsbauamt Stuttgart und Hohenheim. Die regional zuständigen Ämter sind in Stuttgart, Freiburg, Heilbronn, Tübingen, Karlsruhe, Konstanz, Ludwigsburg, Mannheim/Heidelberg, Pforzheim, Ravensburg, Schwäbisch Gmünd und Ulm angesiedelt. Dem Landesbetrieb angegliedert ist auch die Anstalt öffentlichen Rechts Staatliche Schlösser und Gärten Baden-Württemberg.
Die Aufgaben des Landesbetriebs umfassen das Immobilienmanagement, insbesondere die Unterbringung von Landesbehörden und sonstigen Einrichtungen des Landes, das Baumanagement, das Gebäudemanagement sowie die Betreuung, Organisation und Vermarktung der staatlichen Schlösser und Gärten.
Bei der Betriebsleitung des Landesbetriebs Vermögen und Bau ist auch die Kunstkommission des Landes Baden-Württemberg eingerichtet. Die Kommission hat beratende Funktion und ist von dem jeweils regional für die Baumaßnahme zuständigen Amt zu beteiligen, wenn die Gesamtkosten für neue Kunst am Bau mehr als 7.500 Euro betragen. Das Gremium gibt Empfehlungen für die künstlerische Aufgabenstellung, schlägt die aufzufordernden Künstler sowie ein geeignetes Beauftragungsverfahren vor, beurteilt die eingereichten Arbeiten und spricht eine Empfehlung zur Auftragsvergabe aus.